# اگولسهایم
اگولسهایم (به آلمانی: Eggolsheim) یک شهر در آلمان است که در Forchheim واقع شده‌است. اگولسهایم ۶٬۴۲۶ نفر جمعیت دارد.